# Stone Gossard

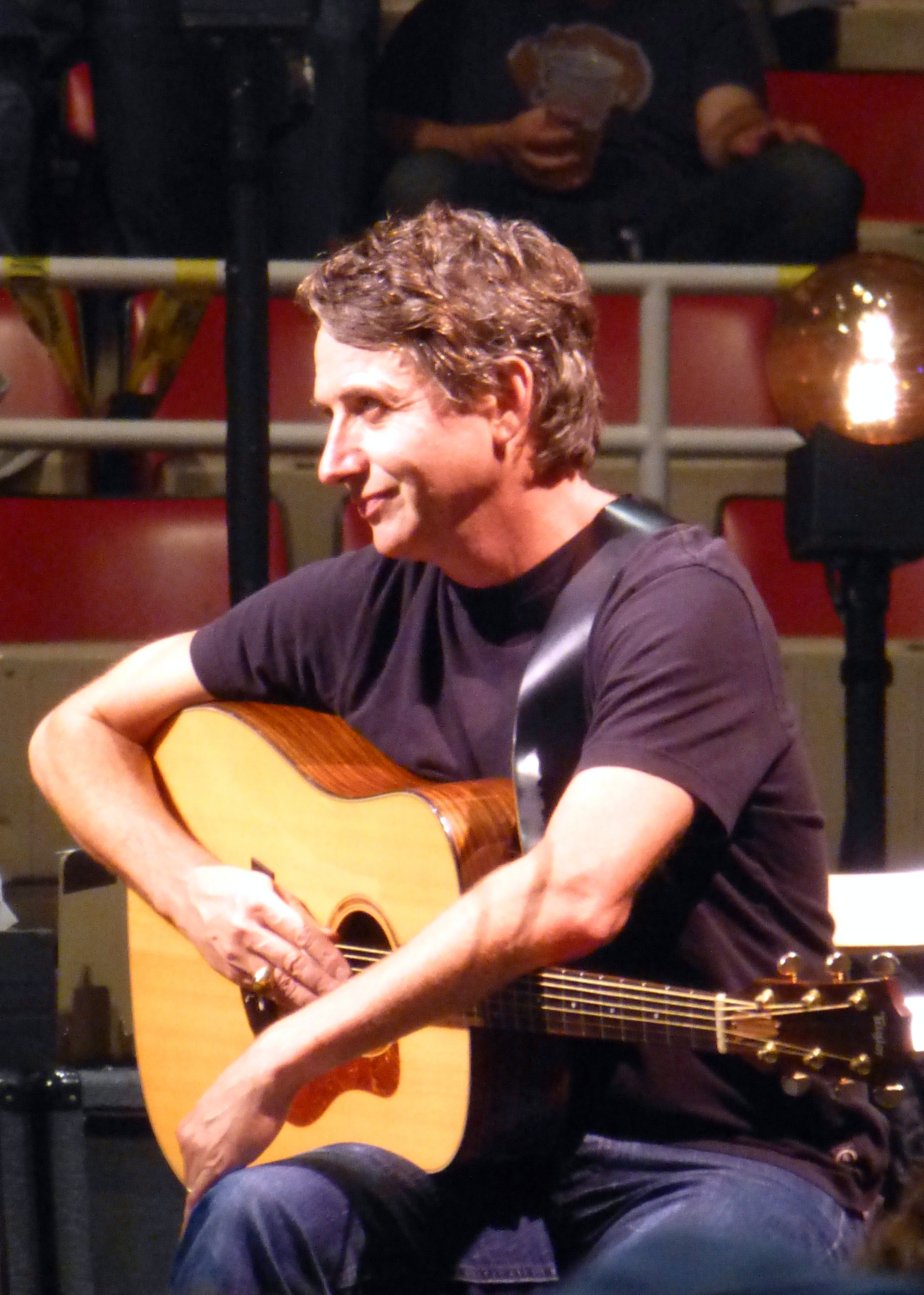
Stone Gossard, 2014

Stone Carpenter Gossard (Seattle, Washington, 20 juli 1966) is gitarist bij Pearl Jam. Hij was een van de oprichters van deze band. 
Stone Gossard is daarnaast oprichter van de band Brad als nevenproject. 
In 2001 bracht hij de solo cd Bayleaf uit.
- Biblioteca Nacional de España: XX1619222
- Bibliothèque nationale de France: cb140452260 (data)
- Gemeinsame Normdatei: 135237866
- International Standard Name Identifier: 0000 0001 1494 7439
- Library of Congress Control Number: no2001081917
- MusicBrainz: ca7e6e03-4973-45ef-8833-98774a2d4138
- Nationale Bibliotheek van Tsjechië: xx0049144
- Nationale Bibliotheek van Israël: 987007362961105171
- Virtual International Authority File: 85612751